# San Gabriel (Jalisco)
San Gabriel é um município do estado de Jalisco, no México.
Em 2005, o município possuía um total de 13.378 habitantes.